# Geno Petriashvili
Geno Petriashvili (em georgiano:  გენო პეტრიაშვილი, Gori, 1 de abril de 1994) é um lutador de estilo-livre georgiano, medalhista olímpico.

## Carreira
Geno Petriashvili nasceu em 1994 em Gori, Geórgia . Seu pai era um empresário local, Spartak Petriashvili. Em 19 de agosto de 2005, quando Geno tinha 11 anos, ele foi sequestrado por dois criminosos na vila de Nuli, na disputada região de Tskhinvali , na Geórgia. Durante a investigação, o Ministério de Assuntos Internos da Geórgia acusou a força de manutenção da paz russa de encobrir os criminosos porque a polícia georgiana não foi autorizada a perseguir os criminosos. Geno foi libertado do cativeiro pela polícia após 3 meses, em 25 de novembro de 2005.
Petriashvili competiu na Rio 2016, na qual conquistou a medalha de bronze, na categoria até 125 kg. Nos Jogos Olímpicos de Verão de 2024, conseguiu a medalha de ouro na mesma categoria.